# Petr Cornelie
Petr Cornelie (n. 26 iulie 1995, Calais, Nord-Pas-de-Calais, Franța) este un baschetbalist francez, medaliat olimpic. A participat la 1 ediție a Jocurilor Olimpice (2020) în care a câștigat 1 medalie de argint.

## Participări
Lista de mai jos prezintă principalele competiții la care a participat Petr Cornelie de-a lungul carierei.
- Baschet la Jocurile Olimpice de vară din 2020 - masculin[5]